# ایپ من ۲
ایپ من ۲ (به انگلیسی: Ip Man 2) فیلمی در ژانر اکشن، زندگینامه‌ای و رزمی به کارگردانی ویلسون ییپ است که در سال ۲۰۱۰ منتشر شد. از بازیگران آن می‌توان به دانی ین ، سامو هونگ و دَرِن ماجیان شهلوی ( هنرپیشه، رزمی‌کار و بدل‌کار ایرانی‌تبار بریتانیایی ) اشاره کرد. این فیلم بر اساس زندگی‌نامهٔ استاد ( بروس لی ) ییپ من ساخته شده است و ادامهٔ فیلم ایپ من است.